# Strand, Falu kommun
Strand är en småort i Falu kommun och Vika socken och ligger vid Vikasjöns södra ände ca 20 km från Falun. Namnet "Strand" är sannolikt en gammal beteckning på en landstigningsplats/landningsplats för båtar och är känt sedan början av 1300-talet.  Orten har tidigare haft postadresserna Strandvik och Vika-Strand. 

## Byns utseende
Strand är en typisk radby där bebyggelsen ligger på båda sidor om den gamla landsvägen från Dalarna mot Mälardalen. Strand var tidigare en viktig hamn och omlastningplats, från fartyg till foror, för transporter på Badelundaåsen österut och söderut från Falun och övriga orter vid sjön Runn. 

## Samfärdsel
En av Sveriges äldsta milstenar (från 1652) finns i Strand, på avståndet två gamla svenska mil från nollstenen vid Kristine kyrka i Falun. I Strand fanns sedan 1700-talet ett stort gästgiveri. (Nästa gästgiveri söderut fanns i Uppbo - flyttat till Fäggeby på 1850-talet -, 3 1/4 gamla mil från Falun, och närmaste skjutsstation norrut var i Staberg, en gammal mil från Falun). Den senaste gästgiveribyggnaden från sent 1800-tal (som under en tid bl.a. var hälsohemmet Strandgården) finns fortfarande kvar, numera vackert renoverad som privatbostad. Invid gästgiveriet fanns ett stort for-stall som revs på 1960-talet.  

## Service och näringsliv
I Strand har tidigare funnits mejeri, kvarn, två affärer, kiosk, kafé, Strandgårdens Vegetariska Gästhem och poststation (Strandvik, senare Vika-Strand). Kvarnen försvann på 1960-talet, men de övriga byggnaderna finns kvar (förutom kiosken, som var flyttbar). De dominerande jordbruken i Strand var i gamla tider Lidmans gård mitt i byn och Westbergs gård i södra änden av byn. I dag finns i Strand en fin pir för båtar och en livaktig båtklubb.

## Skola
Barnen i Strand gick tidigare i Brötens skola, som låg i Brötens by några km öster om Strand. Där verkade bl.a. den "legendariska" folkskolläraren Anna Breitholtz, en skicklig lärare och en stor kulturpersonlighet. Brötens skola är riven sedan länge och i senare tid har barnen gått i skola i Vika Kyrkby.

## Klipporna vid Strand
Landsvägen in mot Strand från norr efter Vikasjön gick ursprungligen uppe på höga klippor med branta backar ("Klipporna vid Strand"), vilket gav problem redan för hästskjutsarna och blev ohållbart när lastbilstrafiken kom igång. Klipporna sprängdes därför bort som AK-arbeten 1926-27 när man anlade en ny väg närmare Vikasjön på lägre nivå (den nuvarande vägen). Arbetena - som skedde manuellt med dynamit, släggor, spett och spadar - var svåra och riskabla och krävde med dagens mått ett omänskligt arbete. Även vägen upp genom byn har efter hand planats ut och rätats betydligt.